# Lill-Älgtjärnen (Jörns socken, Västerbotten)
Lill-Älgtjärnen är en sjö i Skellefteå kommun i Västerbotten och ingår i Kågeälvens huvudavrinningsområde. Sjön har en area på 0,0481 kvadratkilometer och ligger 244,1 meter över havet.

## Delavrinningsområde
Lill-Älgtjärnen ingår i det delavrinningsområde (723518-171599) som SMHI kallar för Utloppet av Degervattnet. Medelhöjden är 249 meter över havet och ytan är 12,41 kvadratkilometer. Det finns ett avrinningsområde uppströms, och räknas det in blir den ackumulerade arean 49,8 kvadratkilometer. Degerträskån som avvattnar avrinningsområdet har biflödesordning 2, vilket innebär att vattnet flödar genom totalt 2 vattendrag innan det når havet efter 74 kilometer. Avrinningsområdet består mestadels av skog (84 procent). Avrinningsområdet har 1,46 kvadratkilometer vattenytor vilket ger det en sjöprocent på 11,8 procent.